# قوزلوجه (مهاباد)
قرية قوزلوجه (بالكردية: قۆزلووجە) هي إحدى القرى التابعة لـمنغور الشرقية في ريف قسم خليفان من مقاطعة مهاباد، في محافظة أذربیجان الغربیة الإيرانية.

## السكان
حسب إحصاءات سنة 2006، بلغ إجمالي السكان في قوزلوجه 213 نسمة وعدد المساكن 29 مسكن. لغة سكان قوزلوجه هي اللغة الكردية و هم من أهل السنة والجماعة والمذهب الشافعي.